# Житлівка
Житлівка —  село в Україні, у Кремінській міській громаді Сіверськодонецького району Луганської області. Населення становить 898 осіб.

## Населення

### Мова
Розподіл населення за рідною мовою за даними перепису 2001 року:
| Мова            | Кількість | Відсоток |
| --------------- | --------- | -------- |
| українська      | 807       | 89.87%   |
| російська       | 84        | 9.35%    |
| білоруська      | 1         | 0.11%    |
| інші/не вказали | 6         | 0.67%    |
| Усього          | 898       | 100%     |